# Joueur contre joueur
Pour les articles homonymes, voir JCJ.
 (avril 2024).
Si vous disposez d'ouvrages ou d'articles de référence ou si vous connaissez des sites web de qualité traitant du thème abordé ici, merci de compléter l'article en donnant les références utiles à sa vérifiabilité et en les liant à la section « Notes et références ».
Le joueur contre joueur, abrégé en JcJ, est un terme lié aux jeux de rôle, et décrit un type de jeu permettant à des joueurs de s'affronter les uns contre les autres. Le terme PvP (player versus player en anglais) est beaucoup plus fréquemment utilisé. Il s'oppose au concept de PvE, sigle issu de l'anglais player versus environment, c'est-à-dire joueur contre l'environnement.
Ce terme s'applique plus particulièrement aux jeux vidéo de rôle, et permet donc aux joueurs de s'affronter par le biais des avatars qu'ils contrôlent, et se solde généralement par la mort des avatars ayant perdu. Bien qu'autrefois[Quand ?] considéré comme un aspect négatif, il a depuis[Quand ?] été soumis à de nombreuses règles permettant d'éviter tout abus, et aujourd'hui[Quand ?] est devenu un aspect quasi-essentiel des jeux de rôle en ligne.

## Classifications

### Player killing
Le Player killing, ou PKing, définit l'action de tuer l'avatar d'un joueur sans son consentement. Il n'est possible que dans les jeux offrant un « JcJ ouvert » où, à tout moment, un joueur peut en attaquer un autre sans le moindre avertissement ni engagement.
La mort d'un personnage dans un jeu en ligne est souvent accompagnée d'un malus : perte d'expérience, d'or ou d'objets du personnage, ces deux dernières pouvant même être bénéfiques pour les player killers. La mort permanente d'un personnage est cependant peu courante dans un jeu de rôle, et encore moins dans le cas du JcJ ouvert. Une exception notable est le mode de jeu « super extrême », comme dans Minecraft avec le mode hardcore,  où le joueur ne possède qu'une seule vie, ce qui rend les préjudices beaucoup plus importants.

### Duels
Le système de duel permet à deux joueurs ou groupes de joueurs de s'affronter, avec le consentement des deux parties, et en respectant un ensemble de règles, ce qui peut inclure un lieu spécifique ainsi que des restrictions sur les objets utilisés et le type de combat. Il permet de régulariser le PKing, en enlevant tout effet de surprise, ou profit de l'état de faiblesse d'un joueur, et le rend plus égal.
Dans certains jeux, le PvP via duel ne se termine pas toujours par la mort du perdant mais par son nombre de points de vie descendu à 1.